# Pull Buoy

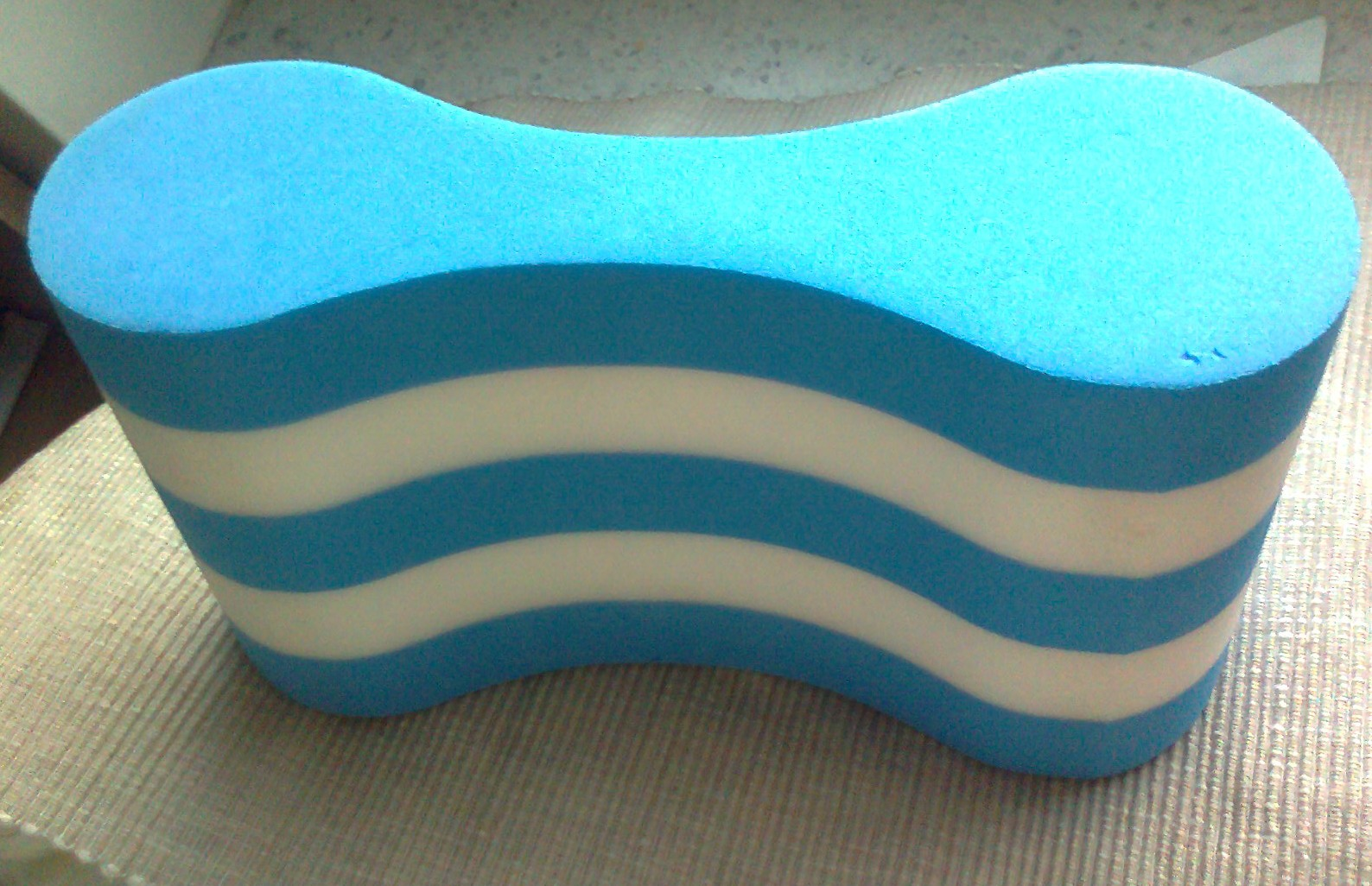
Eine Pull Buoy

Eine Pull Buoy (Engl., etwa „Ziehboje“) ist eine Schwimmhilfe für das Training von Sportschwimmern.
Pull Buoys bestehen meistens aus Schaumstoff und haben eine soweit angepasste Form, dass sie zwischen die Oberschenkel geklemmt werden können. Der Schwimmer führt dann keine Beinbewegung mehr durch und bewegt sich allein durch Armbewegung vorwärts, was zum Training der Armmuskulatur beiträgt. Jedoch muss trotz fehlender Beinarbeit sichergestellt sein, dass sich der Körper weiterhin in einer optimalen Wasserlage befindet, um den besten Trainingseffekt zu erzielen. Die Pull Buoy wirkt daher mit ihrem Auftrieb gegen das Absinken der Beine an.
Ist der Auftrieb zu niedrig, wird zu viel Energie in das Aufrechterhalten der Wasserlage investiert (kleine Ausgleichsbewegungen der Beine). Ist der Auftrieb zu groß, wird eine möglicherweise schlechte Wasserlage kaschiert. Deshalb gibt es Pull Buoys in unterschiedlichen Größen und Ausführungen, mitunter werden auch zwei kleine Pull Buoys eingesetzt, um den Auftrieb zu erhöhen. Beim Training werden oftmals zusätzlich Paddles (Handbretter) eingesetzt, um die Antriebsfläche an den Händen zu vergrößern und den Trainingseffekt damit zu steigern.
Die Pull Buoy ist ein Ersatz für ein zwischen die Oberschenkel geklemmtes Schwimmbrett. Eine weitere Pull-Kick genannte Schwimmhilfe vereinigt die Grundformen der Pull Buoy und des Schwimmbretts und kann so für reine Arm- (Pull) oder Beinbewegung (Kick) genutzt werden.